# Mihai Tararache
Mihai Tararache (n. 25 octombrie 1977) este un fost fotbalist român, care a jucat la clubul german MSV Duisburg.